# Phương pháp tương tự
Trong phương pháp luận sáng tạo, phương pháp tương tự (tiếng Anh: Synectics) — là một phương pháp giải quyết vấn đề được phát triển bởi George M. Prince (ngày 5 tháng 4 năm 1918 - ngày 9 tháng 6 năm 2009) và William J.J. Gordon, họ cùng nhau thành lập nhóm Synectics đầu tiên năm 1952. Năm 1960 nhóm phát triển thành công ty Synectics Incoporated có trụ sở tại Cambridge, bang Masachusetts (Mỹ).
Phương pháp tương tự vượt qua tính ì tâm lý bằng cách cho phép mọi người trong nhóm - thuộc các ngành nghề, lĩnh vực khác nhau - có thể thoải mái đưa ra ý kiến và phát triển, qua quá trình làm việc chung và hiểu biết lẫn nhau, họ có thể tự do phê bình, chỉ trích mà không sợ bị mất lòng hay chạm tự ái người khác.

## Các phép tương tự
1. Tương tự trực tiếp - Direct Analogy: Đối tượng được so sánh với đối tượng gần giống nó trong tự nhiên hoặc công nghệ. Ví dụ để cải thiện hệ thống cánh máy bay, ta có thể tham khảo cánh chim, vây cá hay mũi tên, viên đạn...
2. Tương tự cá nhân - Personal Analogy: Người giải hóa thân thành đối tượng hoặc một phần đối tượng để có một góc nhìn mới. Ví dụ tưởng tượng mình là một chiếc ô tô đang chạy, khi gặp chướng ngại vật, bùn lầy sẽ làm gì...
3. Tương tự tượng trưng - Symbolic Analogy: "Ở đây cần có sự tương tự về đặc trưng, tính chất giữa hai đối tượng mang tính biểu tượng văn học, nghệ thuật được khái quát hóa cao và hàm chứa nghịch lý của bài toán".[3]
4. Tương tự viễn tưởng - Fantasy Analogy: Đưa vào bài toán các nhân vật thần thoại, cổ tích, phép thuật, để thực hiện những yêu cầu bài toán đòi hỏi.

## Books
- Synectics-The Practice of Creativity by George Prince 1970 (out of print)
- Synectics by W.J. Gordon (possibly out of print)
- Design Synectics - Stimulating Creativity in Design by Nicholas Roukes, Published by Davis Publications, 1988
- The Innovators Handbook by Vincent Nolan 1989 (out of print)
- Creativity Inc. - Building an Inventive Organization by Jeff Mauzy and Richard Harriman 2003